# Hanns Hatt
Hanns Hatt (* 8. července 1947 Illertissen) je německý biolog a lékař. Na LMU Mnichov studoval biologii, chemii a medicínu a v roce 1976 tam promoval ze zoologie. V roce 1983 dostal doktorát z lékařství a roku 1991 byl jmenován profesorem fyziologie na lékařské univerzitě. Roku 1992 se stal profesor na fakultě biologické. V roce 2009 se stal prezidentem asociace Nordrhein-Westfälische Akademie der Wissenschaften und der Künste a působil tam do roku 2012. Roku 2013 se stal viceprezidentem Union der deutschen Akademien der Wissenschaften.